# Maríassmaragd
Maríassmaragd (Cynanthus lawrencei) är en fågel i familjen kolibrier.

## Utbredning och systematik
Fågeln förekommer enbart i ögruppen Islas Marías utanför västra Mexiko. Den betraktas tidigare  som underart till brednäbbad smaragd (Cynanthus latirostris), men urskiljs allt oftare som egen art.

## Status
Den kategoriseras av IUCN som nära hotad.